# Lu Cafaggi
Luciana Lopes Cafaggi, mais conhecida como Lu Cafaggi (Belo Horizonte), é uma quadrinista brasileira. Começou a divulgar suas ilustrações na internet em 2009 e, desde então, trabalhou principalmente com material autoral independente. Ganhou o 26º Troféu HQ Mix na categoria "Novo talento (desenhista)" por seu trabalho na graphic novel Turma da Mônica: Laços. Pela mesma obra, também ganhou, junto com seu irmão Vitor Cafaggi, o HQ Mix na categoria "Melhor roteirista" (ambos são coautores da HQ).
Em 2015, Lu e Vitor publicaram uma sequência de Turma da Mônica: Laços, Turma da Mônica: Lições, o livro ganhou o 28º Troféu HQ Mix na categoria "melhor publicação juvenil". Em 2017, foi lançada mais uma sequência, Turma da Mônica: Lembranças. Em 2019, a Turma da Mônica: Laços foi adaptada um filme live-action de mesmo nome.  Em dezembro de 2020, durante uma live para Comic Con Experience, foi anunciada uma graphic novel  da Magali, escrita e desenhada por Lu Cafaggi.